# Calendarul islamic
Calendarul islamic sau calendarul hegirei (H) este un calendar lunar format din 12 luni, într-un an de 354 sau 355 zile. El începe cu data 1 muharram, anul 1 al hegirei, dată care corespunde în calendarul solar gregorian cu data de 16 iulie 622 d.H., și reprezintă începutul erei islamice, marcată de strămutarea (ar. هجرة : hiğra) profetului Muhammad de la Mecca la Yathrib (viitoare Medina).

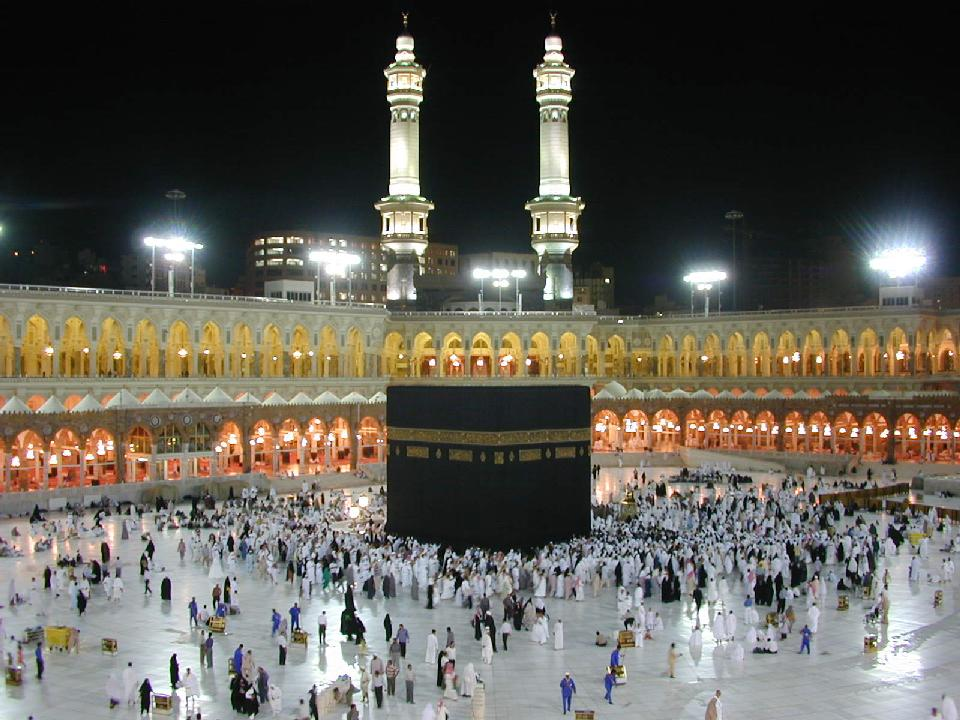
Kaaba, principalul reper în islamul

## Utilizare
Calendarul islamic este folosit pentru a marca evenimentele din multe țări islamice (concomitent cu cel gregorian), și este folosit de către musulmanii pretutindeni pentru a stabili zilele sărbătoririi anuale a Ramadan-ului, pentru a participa la Hajj, și pentru a sărbători alte evenimente specifice culturii.
Primul an islamic a fost în 622 d.Hr., an în care a avut loc emigrarea profetului Muhammad de la Mecca la Medina, cunoscut sub numele de hegira. Fiecare an numerotat este desemnat fie "H" de la hegira sau "AH" pentru latinescul anno Hegirae („în anul hegirei”).

Anul islamic current este 1445 AH (corespunzător perioadei de la 19 iulie 2023 la 7 iulie 2024 din calendarul gregorian).

## Prezentare

### Lunile
Cele douăsprezece luni ale calendarului islamic sunt denumite după cum urmează în arabă:
1. Muḥarram (المحرم însemnând „interzis”), numit asa deoarece lupta a fost interzisă (haram) în cursul acestei luni. Muharram include ziua de Ashura.
2. Șafar (صفر însemnând „gol” ), se presupune că este numit astfel deoarece casele arabilor păgâni erau goale în această perioadă a anului în timp ce ocupanții lor adunau alimente.
3. Rabīʿ I (rabiʿ al-awwal , ربيعالأول), care înseamnă „primul izvor”.
4. Rabīʿ II (rabiʿ ath-thani ربيعالثاني sau rabiʿ al-akhir ربيعالآخر ), care înseamnă „a doua (sau ultima) primăvară”.
5. Jumādā I (jumādā al-ula , جمادىالأولى înseamnă „prima lună de teren uscat”). De multe ori considerată vara pre–islamică.
6. Jumādā II (jumādā ath-thania جمادىالثانية sau jumādā al-akhira جمادىالآخرة ), care înseamnă „a doua (sau ultima) lună de pământ uscat.
7. Rajab (رجب însemnând „respect”, „onoare”). Aceasta este încă o lună sacră în care lupta a fost interzisă în mod tradițional.
8. Șaʿban (شعبان însemnând „risipit”). Marca perioada din an în care triburile arabe erau dispersate pentru a găsi apă.
9. Ramaḍān (رمضان însemnând „ars”). Ramadanul este luna cea mai venerată din calendarul Hijri, când musulmanii trebuie să postească din zori până la apusul soarelui și ar trebui să facă acte de caritate pentru săraci.
10. Șawwāl (شوال care înseamnă „ridicat”). Cămilele femele, în mod normal, ar avea viței în acest moment al anului.
11. Dhū al-qaʿda (ذوالقعدة însemnând „cel de armistițiu”). Dhu al-qa'da a fost o lună în care a fost interzis războiul.
12. Dhū al-hijja (ذوالحجة însemnând „cel de pelerinaj”). Este luna în care are loc pelerinajul musulman anual la Mecca (Hajj).

| Nr. crt. | Lunile calendarului islamic | Durata în zile |
| -------- | --------------------------- | -------------- |
| 1        | Muḥarram                    | 30             |
| 2        | Șafar                       | 29             |
| 3        | Rabiʿ al-awwal              | 30             |
| 4        | Rabiʿ al-thani              | 29             |
| 5        | Jumādā Al-ula               | 30             |
| 6        | Jumādā ath-thani            | 29             |
| 7        | Rajab                       | 30             |
| 8        | Șaʿban                      | 29             |
| 9        | Ramadan                     | 30             |
| 10       | Șawwal                      | 29             |
| 11       | Dhū al-qaʿda                | 30             |
| 12       | Dhū al-hijja                | 29/(30)        |
| Total    | Total                       | 354/(355)      |

### Zilele săptămânii
În arabă, ca și în ebraică, prima zi a săptămânii corespunde cu duminica săptămânii planetare. Zilele săptămânii islamice, ca și cele în ebraică și calendarele Bahá'í, încep la apusul soarelui, în timp ce zilele săptămânii creștine medievale si planetare încep la următoarul miez de noapte. Totuși, ziua liturgică creștină, ținuta în mănăstiri, începe cu vecernie, care este seara, în conformitate cu alte tradiții avraamice).

Musulmanii se adună pentru închinare la o moschee la prânz in „ziua întrunirii” (arabă: yaum al-jumu'ah, yawm يوم „zi”), care corespunde cu vineri. Astfel, „ziua întrunirii” este adesea considerată ca zi săptămânală de odihnă. Acest lucru se face oficial în mod frecvent, multe țări musulmane adoptând zilele de vineri și sâmbătă (de exemplu, Egipt, Arabia Saudită), sau joi și vineri, ca sfârșituri de săptămână oficiale, în care birourile sunt închise; alte țări, precum Iran, face ziua de vineri numai o zi de odihnă. Câteva altele (de exemplu, Turcia, Pakistan) au adoptat weekend-urile occidentale pentru sâmbătă – duminică, ceea ce face vinerea o zi de lucru, cu o pauză de prânz lungă, pentru a permite timp liber pentru închinare.

### Echivalarea anilor

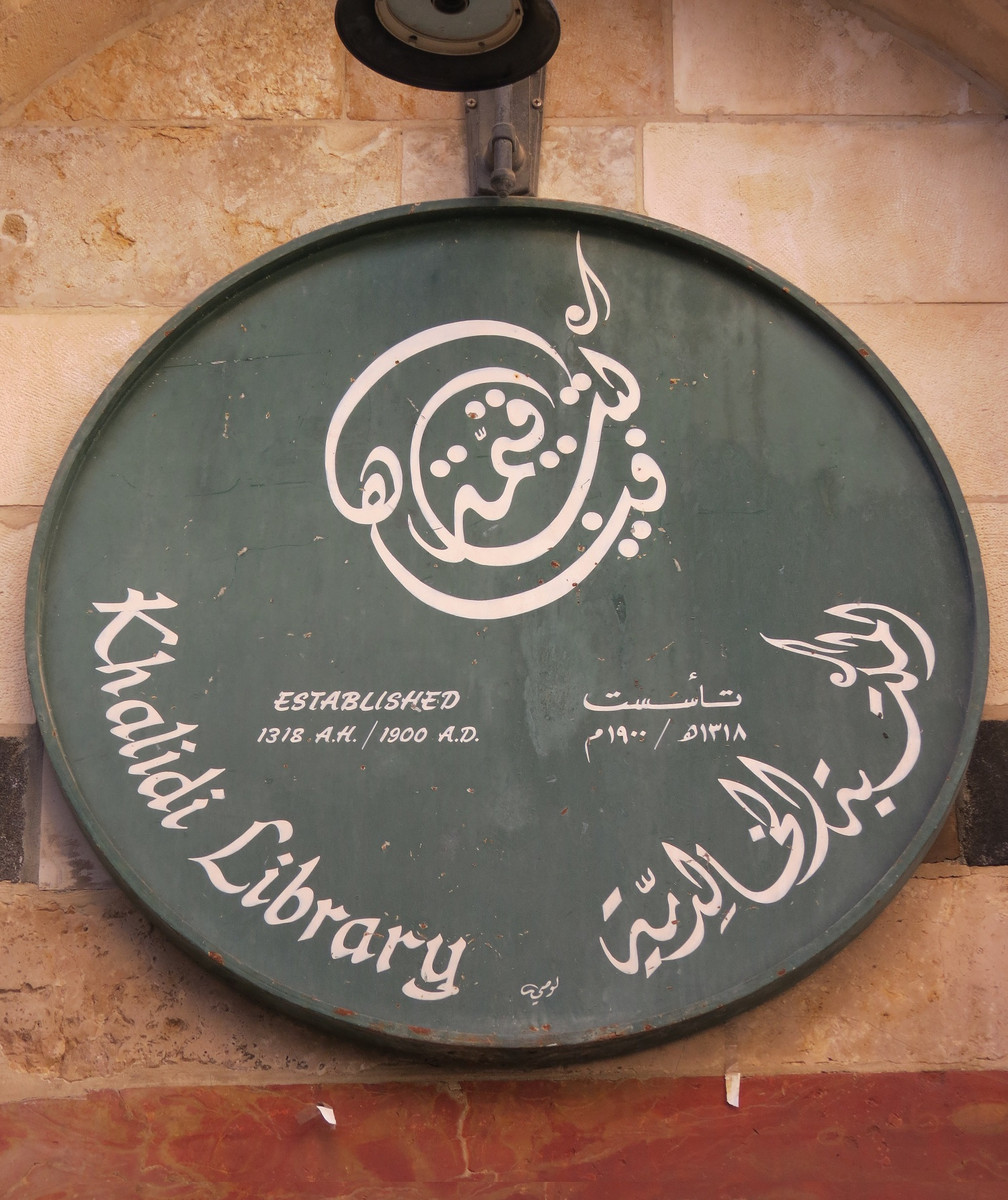
Utilizarea concomitentă a calendarului gregorian și islamic la o bibliotecă din Ierusalim

Anul islamic este un an selenar, format din douăsprezece luni, iar fiecare lună are un număr de zile egal cu un ciclu lunar complet. Ca atare, anul islamic numără 354 de zile, cu 11 zile mai puțin decât anul solar, folosit acum curent în întreaga lume. Acest lucru face ca sărbătorile islamice raportate la calendarul solar sa fie în fiecare an cu 11 zile mai devreme față de anul precedent.
Pentru a elimina decalajul ce se forma între cele două sisteme de calendare — cel islamic, selenar și cel creștin, solar —- otomanii au introdus la 1 martie 1676 un calendar financiar lunaro-solar, prin care la fiecare trei ani lunari se mai adăuga o lună de 30 zile (aceasta era luna martie-bis). În felul acesta se puneau de acord cele două sisteme calendaristice, însă acest hibrid nu se folosea decât în domeniul financiar.
Echivalarea anilor selenari cu cei solari, și invers, se face pe baza a două ecuații algebrice simple care pornesc de la faptul ca egalitatea între anii islamici și cei creștini se stabilește o dată la 32 de ani solari. Așadar, 32 ani solari înseamnă 33 ani selenari. 
| {\displaystyle {C}={622+}{M\times 32 \over 33}} |
| ----------------------------------------------- |

| {\displaystyle {M}={(C-622)\times 33 \over 32}} |
| ----------------------------------------------- |

```
        
unde C reprezintă anii solari, creștini, 
622
 este anul 
hegirei
, iar M, anii selenari, islamici
```

Zecimalele care apar la rezultat reprezintă zile ce vor fi grupate în luni. 
În epoca actuală, în majoritatea țărilor islamice se folosesc în paralel cele doua calendare, pe actele oficiale menționându-se întotdeauna doua date: cea islamică ce poartă indicativul H (هـ)de la hegira, și cea creștină ce poartă indicativul M (م) de la Al-Milād, Nașterea (lui Hristos) în arabă.

## Numerotarea anilor
În Arabia preislamică, exista obiceiul de a identifica un an după un eveniment major care a avut loc în el. Astfel, conform tradiției islamice, Abraha, guvernator al Yemenului, apoi al unei provincii a Regatului creștin din Aksum, acum în Etiopia, a încercat să distrugă Kaaba, cu o armată care a inclus mai mulți elefanți. Raidul nu a avut succes, dar acel an a devenit cunoscut sub numele de Anul Elefantului, în care s-a născut Muhammad. Mulți echivalează acest lucru cu anul AD 570, dar o minoritate utilizează anul AD 571.

### Primii zece ani
Primii zece ani după hegira nu au fost numerotați, dar au fost numiți după evenimentele din viața lui Muhammad conform lui Abū Rayhan al-Biruni:
1. Anul permisiunii

2. Anul ordinului de luptă 

3. Anul judecății

4. Anul felicitărilor pentru căsătorie

5. Anul cutremurului

6. Anul întrebărilor

7. Anul obținerii victoriei
 
8. Anul egalității

9. Anul dispensei

10. Anul de rămas bun

### Decizia lui ′Umar
În 638 AD/17 AH, Abu Musa Ashaari, unul dintre oficialii califului ′Umar din Basra, s-a plâns de absența oricăror ani de corespondență primită de la ′Umar, făcând astfel dificilă pentru el determinarea instrucțiunilor care ar fi fost cele mai recente. Acest raport l-a convins pe calif de necesitatea introducerii unei ere pentru musulmani. După dezbaterea acestei probleme cu consilierii săi, a decis că primul an ar trebui să includă data sosirii lui Muhammad la Medina - cunoscut sub numele de Yathrib înainte de sosirea lui Muhammad. Uthman ibn Affan a sugerat apoi că lunile încep cu Muharram, în conformitate cu obiceiul stabilit de arabi la acel moment și astfel anii din calendarul islamic au început cu luna muharram, în anul sosirii lui Muhammad în Medina, chiar dacă emigrarea efectivă a avut loc în safar și rabi' I, iar calendarul a fost numit după acest eveniment marcant în istoria islamului.
Prima zi a primei luni a primului an islamic - 1 muharram 1 AH, a fost vineri, ceea ce corespunde cu 16 iulie 622 în calendarul iulian. Această dată a fost determinată de către astronomii musulmani medievali prin proiectarea înapoi în timp a propriului lor calendar tabular islamic, care alterna luni de 30 si 29 de zile în fiecare an lunar, plus 11 zile bisecte la fiecare 30 de ani. Cu toate că nu a fost folosită nici de astronomii musulmani medievali, nici de oamenii de știință moderni pentru a determina epoca islamică, semiluna subțire ar fi devenit, de asemenea, vizibilă pentru prima dată (presupunând că norii nu au ascuns-o), la scurt timp după apusul soarelui precedent serii zilei de 15 iulie.
Deși Patricia Crone și Michael Cook în „Hagarism-ul sau facerea lumii islamice” citează o monedă din 17 AH , primele utilizări atestate care au supraviețuit ale unui calendar islamic datează, alături de o altă dată calendaristică dintr-un calendar copt,pe un papirus din Egipt din 22 AH, PERF 558.

## Calendarul preislamic
Inscripții de vechi calendare ale Arabiei de Sud dezvăluie utilizarea unui număr de calendare locale, cel puțin unele dintre aceste calendare urmând sistemul lunisolar. Pentru Arabia Centrală, mai ales Mecca, există o lipsă de dovezi epigrafice, însă detaliile se găsesc în scrierile autorilor musulmani ale epocii abbaside. Atât al-Biruni cât și al-Mas'udi sugerează că arabii antici utilizau aceleași nume de luni ca și musulmanii, deși ei au înregistrat, de asemenea, alte denumiri de luna utilizate de către arabii păgâni.
Tradiția islamică este unanimă în atestarea faptului că arabii de Tihamah, Hejaz și Najd distingeau între două tipuri de luni, permise (

halal) și interzise (haram). Lunile interzise au fost în numar de patru, timp în care lupta este interzisă, acestea fiind rajab și trei luni din jurul sezonul de pelerinaj,dhū al-qaʿda, dhū al-hijja și muharram. Informații despre lunile interzise se gasesc, de asemenea, în scrierile lui Procopius, unde el descrie un armistițiu cu arabii de est ai lui Lakhmid al-Mundhir, care a avut loc în vara anului 541 AD. Cu toate acestea, istoricii musulmani nu leagă aceste luni la un anumit sezon. Coranul leagă cele patru luni interzise cu nasiʾ (arabă: النسيء‎; lit. "amânare"). Conform tradiției musulmane, decizia de amânare a fost administrată de către tribul Banu Kinanah, de catre un om cunoscut sub numele de al-Qalammas.

### Nasiʾ
Au fost propuse interpretări diferite ale conceptului de nasiʾ(arabă: النسيء‎; lit. "amânare"). Unii oameni de știință, atât musulmani cât și vestici, susțin că acest calendar pre-islamic folosit în Arabia Centrală a fost un calendar pur lunar similar cu calendarul islamic modern. În conformitate cu acest punct de vedere nasiʾ este legat de practicile păgâne ale arabilor din Mecca, prin care au modificat distribuția lunilor interzise într-un anumit an, fără sa implice o manipulare a calendarului. Această interpretare este susținută de către istorici și lexicografi arabi, cum ar fi Ibn Hisham, Ibn Manzursi corpusul de exegeza coranică. De asemenea, este confirmat de o veche inscripție sabeeană, în care un ritual religios a fost "amânat" din cauza războiului. Conform contextului acestei inscripții, verbul nsʾ(ن س ء ) nu are nimic de-a face cu intercalarea, ci numai cu mișcarea evenimentelor religioase în cadrul calendarului în sine. Similaritatea dintre conceptul religios al aceastei inscripții antice și Coran sugerează că amânarea non-calendaristică este, de asemenea, sensul coranic al lui nasiʾ. Astfel, Enciclopedia Islamului concluzionează că "Sistemul arab de [ nasi ʾ ] doar muta pelerinajul și târgurile asociate cu acesta în apropiere de Mecca într-un sezon adecvat al anului. Nu a fost destinat pentru a stabili un calendar fix care să fie în respectat."
Alții sunt de acord că acesta a fost inițial un calendar lunar, dar sugerează că aproximativ 200 de ani înainte de Hijra a fost transformat într-un calendar lunisolar care conținea o lună intercalată adăugata din când în când pentru a menține pelerinajul în sezonul din an în care marfa era cea mai abundentă. Această interpretare a fost propusă pentru prima dată de astrologul și astronomulmusulman medieval, Abu Ma'shar al-Balkhi, și mai târziu de către al-Biruni, și al-Mas'udi, dar și de unii cercetători occidentali. Această interpretare consideră nasiʾ ca fiind un sinonim pentru cuvântul arab "intercalare" (kabīsa). De asemenea, se sugerează că în fiecare al doilea sau al treilea an, începutul anului era amânat cu o lună. Intercalarea a dublat luna pelerinajului, iar lunii de pelerinaj și celei următoare le-a fost atribuit acelasi nume, amânând astfel numele și caracterul sacru al tuturor lunilor ulterioare din an. Prima intercalare a dublat prima lună Muharram, apoi trei ani mai târziu a doua lună Safar a fost dublată, continuând până când intercalareaa trecut prin toate cele douăsprezece luni din an și s-a întors la Muharram, când a fost repetată. Arabii , în conformitate cu o explicație menționat de către Abu Ma'shar, ar fi învățat acest tip de intercalare de la evrei.